# 柔然語
柔然語（じゅうぜんご）は、4世紀から6世紀にかけて現在のモンゴルと中国北部に居住した柔然で話された言語である。未分類の消滅言語であり、初期のモンゴル語族である可能性が高いと考えられている。
Peter A. Boodbergは、1935年に、柔然の名前の中国による文字表記を分析し、柔然の言語はモンゴル語族であると主張した。アレキサンダー・ボビンは、古テュルク語が、柔然語の可能性がある未知の非アルタイ諸語から、いくつかの単語を借用したと述べた。この説をとれば、柔然語は非アルタイ諸語であり、近隣の言語とは無関係な孤立した言語ということになるが、証拠は乏しい。Atwood（2013）は、Rouransがソグド語のpūr "息子"を* k’obun（中国語の音訳：去汾　中古中国語*kʰɨʌH-bɨun>官話qùfén）として彼らの言語に翻訳したと述べている。 Atwoodによれば、これは中期モンゴル語の”kö'ün” "息子"と同根である。2019年、ブグト碑文とクイストルゴイ文字の分析を通じて新しい証拠が出現したことで、ボビンは見方を変え、柔然語は実際にはモンゴル語であり、中期モンゴル語とは近いが同一ではないことを示唆した。 Pamela Kyle Crossley（2019）は、柔然語自体が謎に包まれたままであり、主要な言語学者は孤立した言語の可能性があると考えていると書いている。